# Jarosławl-Gławnyj
Jarosław – stacja kolejowa w Jarosławiu, w obwodzie jarosławskim, w Rosji. Znajdują się tu 3 perony.